# 福島県警察
福島県警察（ふくしまけんけいさつ、英: Fukushima Prefectural Police）は、福島県が設置した警察組織であり、福島県内を管轄区域とし、福島県警と略称する。
警察法上、福島県公安委員会の管理を受け、給与支払者は福島県知事である。東北管区警察局管内。

## 沿革
- 1948年（昭和23年）3月7日 - 旧警察法施行に伴い、福島県警察部が廃止され、国家地方警察福島県本部と、福島市警察などの自治体警察に分割される。
- 1954年（昭和29年）7月1日 - 新警察法施行に伴い、福島県警察に再編成される。
- 2018年（平成30年）7月2日 - 本部が従来の福島県庁本庁舎から福島県庁東分庁舎跡地に移転、業務開始される。

## 本部所在地
中核機能は従来福島市杉妻町2番16号（福島県庁と同じ）に置かれていたが、2018年に同町5番75号（福島県庁東分庁舎跡地）に新築移転された。その他に諸部署が分散している。
- 東分庁舎（福島市杉妻町）に少年課、監察課
- 山下庁舎（福島市山下町）に教養課、厚生課
- 交通管制センター（福島市旭町）
- 福島県警察機動センター（福島市荒井）

警察装備センター(施設装備課)、科学捜査研究所、機動捜査隊、交通機動隊、航空隊、機動隊の庁舎を共同で使用する施設の総称

## 組織
| 警務部                | 警務部 | 警務部 |
| --------------------- | --- | --- |
| 警務課                | - 庶務係 - 企画第一〜第四係 - 高齢・国際化対策係 - 人事第一、第二係 - 採用係 - 給与第一、第二係                                                                                         | |
| 警務課                | 企画室 | |
| 総務課                | - 庶務係 - 秘書第一、第二係 - 公安委員会係 - 総務係 - 広報第一、第二係 - 取調べ監督係                                                                                                   | |
| 総務課                | 公安委員会補佐室 | |
| 総務課                | 広報室 | |
| 総務課                | 取調べ監督業務推進室 | |
| 県民サービス課        | - 庶務係 - 犯罪被害者支援第一、第二係 - 警察安全相談第一〜第三係 - 情報公開係 - 個人情報保護係 - 文書管理係                                                                             | |
| 県民サービス課        | 犯罪被害者支援室 | |
| 情報センター          | | |
| 情報管理課            | - 庶務係 - 情報照会第一〜第三係 - 電算企画第一、第二係 - 電算指導係 - 電算開発運用第一、第二係                                                                                          | |
| 照会センター          | | |
| 教養課                | - 庶務係 - 教養第一、第二係 - 機関誌編集係 - 警察史編さん係 - 術科第一〜第三係 | |
| 厚生課                | - 庶務係 - 厚生企画第一、第二係 - 健康管理第一〜第三係 - 共済第一、第二係 | |
| 厚生課                | 健康管理室 | |
| 会計課                | - 庶務係 - 監査第一〜第三係 - 契約第一、第二係 - 予算第一〜第三係 - 出納係 - 調度係 | |
| 会計課                | 会計監査室 | |
| 施設装備課            | - 庶務係 - 管財係 - 営繕係 - 庁舎管理係 - 装備第一〜第四係 | |
| 留置管理課            | - 庶務係 - 留置企画係 - 留置指導係 - 留置支援第一〜第四係 | |
| 監察課                | - 庶務係 - 表彰第一、第二係 - 訟務係 - 監察企画係 - 監察第一〜第三係 | |
| 生活安全部            | | |
| 生活安全企画課        | - 庶務係 - 生活安全企画係 - 生活安全指導第一〜第四係 - 犯罪抑止対策第一〜第四係 | |
| 生活安全企画課        | 安全・安心まちづくり推進室 | |
| 生活安全企画課        | 許認可審査室 | |
| 少年女性安全対策課    | - 庶務係 - 少年対策係 - 少年保護係 - 少年事件捜査指導係 - 少年事件捜査第一、第二係 - 人身安全対策第一〜第四係 - 人身安全対処第一〜第四係                                                | |
| 少年女性安全対策課    | 少年サポートセンター | |
| 生活環境課            | - 庶務係 - 企画指導係 - 環境犯特捜第一、第二係 - 生活経済犯特捜第一、第二係 - サイバー企画係 - サイバー犯罪捜査第一〜第四係                                                             | |
| 生活環境課            | サイバー犯罪対策室 | |
| 地域部                | | |
| 地域企画課            | - 庶務係 - 地域企画係 - 地域指導第一、第二係 - 若手地域警察官育成支援係 - 職務質問技能指導第一〜第三係                                                                                  | |
| 地域企画課            | 街灯活動強化・若手地域警察官育成支援推進室 | |
| 総合運用指令課        | 庶務係 企画運用第一、第二係 | |
| 総合運用指令課        | 水上警察隊 | - 猪苗代分駐隊 猪苗代湖水域 |
| 総合運用指令課        | 水上警察隊 | - いわき分駐隊 福島県沿海区域 いわき東警察署管内・小名浜港に水上派出所が設置されている。 |
| 総合運用指令課        | 鉄道警察隊 | - 福島分駐隊 新幹線及び東北本線：宮城県境から二本松、郡山北署境の区間 奥羽本線：山形県境から福島駅の区間 福島交通飯坂線：全線 阿武隈急行線：宮城県境から福島駅の区間 |
| 総合運用指令課        | 鉄道警察隊 | - 郡山分駐隊 新幹線及び東北本線：栃木県境から二本松、郡山北署境の区間 磐越西線：新潟県境から郡山駅の区間 磐越東線：郡山駅から田村、いわき中央署境の区間 水郡線：茨城県境から郡山駅の区間 只見線：新潟県境から会津若松駅の区間 会津鉄道会津線、野岩鉄道会津鬼怒川線：栃木県境から会津若松駅の区間 - 白河分遣所 新幹線、東北本線の活動区域に限る。 - 会津若松分遣所 磐越西線、只見線、会津線、会津鬼怒川線の活動区域に限る。 |
| 総合運用指令課        | 鉄道警察隊 | - いわき分駐隊 常磐線：宮城県境から茨城県境の区間 磐越東線：いわき駅から田村、いわき中央署境の区間 - 南相馬分遣所 常磐線の活動区域に限る。 |
| 総合運用指令課        | 通信指令室 | - 通信指導第一、第二係 - 通信指令第一〜第六係 |
| 刑事部                | | |
| 刑事総務課            | - 庶務係 - 刑事企画第一、第二係 - 刑事指導第一〜第三係 - 刑事司法係 - 取調べ指導第一、第二係 - 捜査支援係 - 機動分析第一〜第三係 - 犯罪手口係 - 犯罪統計係                              | |
| 刑事総務課            | 捜査支援室 | |
| 刑事総務課            | 刑事指導室 | |
| 捜査第一課            | - 庶務係 - 強行犯第一、第二係 - 性犯罪捜査指導係 - 特殊犯第一〜第三係 - 広域捜査係 - 特捜第一〜第六係 - 長期未解決事件捜査係                                                            | |
| 捜査第一課            | 検視官室 | - 検視指導係 - 検視第一〜第六係 |
| 捜査第二課            | - 庶務係 - 企画指導第一、第二係 - 告訴告発第一〜第三係 - 知能犯特捜第一〜第九係 | |
| 捜査第三課            | - 庶務係 - 企画指導第一、第二係 - 盗犯特捜第一〜第四係 - 組織窃盗捜査第一、第二係 | |
| 組織犯罪対策課        | - 庶務係 - 企画指導係 - 情報分析解明係 - 犯罪収益対策係 - 暴力団対策係 - 特殊詐欺対策係 - 薬物銃器対策係 - 国際犯罪対策係 - 通訳・翻訳係 - 組織犯罪捜査第一〜第九係                     | |
| 組織犯罪対策課        | 組織犯罪特別捜査室 | |
| 鑑識課                | - 庶務係 - 企画指導係 - 現場鑑識係 - 検証係 - 写真係 - 指紋第一、第二係 - 足痕跡係 | |
| 鑑識課                | 機動鑑識隊 | - 県北分駐隊 福島、福島北、伊達、二本松、相馬署の管轄区域 |
| 鑑識課                | 機動鑑識隊 | - 県南分駐隊 郡山、郡山北、須賀川、白河、石川、棚倉、田村署の管轄区域 |
| 鑑識課                | 機動鑑識隊 | - 会津分駐隊 会津若松、猪苗代、喜多方、会津坂下、南会津署の管轄区域 |
| 鑑識課                | 機動鑑識隊 | - 浜通分駐隊 いわき中央、いわき東、いわき南、南相馬、双葉署の管轄区域 |
| 科学捜査研究所        | - 庶務係 - 企画係 - 資料係 | |
| 機動捜査隊            | - 庶務係 - 管理係 | |
| 機動捜査隊            | 県北分駐隊 | 福島、福島北、伊達、二本松署の管轄区域 |
| 機動捜査隊            | 県南分駐隊 | 郡山、郡山北、須賀川、白河、石川、棚倉、田村署の管轄区域 |
| 機動捜査隊            | 会津分駐隊 | 会津若松、猪苗代、喜多方、会津坂下、南会津署の管轄区域 |
| 機動捜査隊            | いわき分駐隊 | いわき中央、いわき東、いわき南署の管轄区域 |
| 機動捜査隊            | 相双分駐隊 | 南相馬、双葉、相馬署の管轄区域 |
| 交通部                | | |
| 交通企画課            | - 庶務係 - 交通企画第一、第二係 - 交通安全係 - 安全運転管理係 - 高齢者安全対策係 - 交通事故分析統計係                                                                                   | |
| 交通企画課            | 交通安全対策室 | |
| 交通規制課            | - 庶務係 - 交通規制第一〜第四係 - 管制運用係 - 管制技術係 - 交通安全施設第一〜第三係 | |
| 交通規制課            | 本部管制センター | |
| 交通指導課            | - 庶務係 - 交通指導取締係 - 交通反則通告第一、第二係 - 駐車対策第一、第二係 - 交通捜査指導第一、第二係 - 交通鑑識指導係 - 交通捜査第一〜第四係 - 交通鑑識第一、第二係                   | |
| 交通指導課            | 交通捜査指導室 | |
| 交通指導課            | 交通反則通告センター | |
| 運転免許課            | - 庶務第一、第二係 - 免許企画係 - 高齢運転者支援第一〜第四係 - 学科試験第一〜第三係 - 技能試験第一、第二係 - 免許第一〜第四係 - 教習所係 - 運転者教育係 - 講習係 - 行政処分第一〜第四係 | |
| 運転免許課            | 高齢運転者支援室 | |
| 運転免許課            | 福島運転免許センター | |
| 運転免許課            | 郡山運転免許センター | |
| 交通機動隊            | - 庶務係 - 管理係 - 交通事件・運転技術指導係 | |
| 交通機動隊            | 福島分駐隊 | 福島、福島北、伊達、二本松署の管轄区域 |
| 交通機動隊            | 郡山分駐隊 | 郡山、郡山北、須賀川、田村署の管轄区域 |
| 交通機動隊            | 白河分駐隊 | 白河、石川、棚倉署の管轄区域 |
| 交通機動隊            | 会津若松分駐隊 | 会津若松、猪苗代、喜多方、会津坂下、南会津署の管轄区域 |
| 交通機動隊            | いわき分駐隊 | いわき中央、いわき東、いわき南署の管轄区域 双葉署の管轄区域のうち広野町、楢葉町、富岡町、川内村、大熊町 |
| 交通機動隊            | 南相馬分駐隊 | - 南相馬、相馬署の管轄区域 - 双葉署の管轄区域のうち双葉町、浪江町、葛尾村 |
| 高速道路交通警察隊    | - 庶務係 - 管理係 - 被害者支援係 - 交通事件・事故指導係 | |
| 高速道路交通警察隊    | 福島分駐隊 | - 東北自動車道 宮城県境から本宮ICの区間 福島JCTから福島JCT料金所の区間 桑折JCTから桑折JCT料金所の区間 - 東北中央自動車道：山形県境から福島JCT料金所の区間 - 相馬福島道路：桑折JCTから霊山ICの区間 |
| 高速道路交通警察隊    | 郡山分駐隊 | - 東北自動車道：栃木県境から本宮ICの区間 - 磐越自動車道：小野ICから猪苗代磐梯高原ICの区間 - あぶくま高原道路：全線 |
| 高速道路交通警察隊    | 会津分駐隊 | 磐越自動車道：新潟県境から猪苗代磐梯高原ICの区間 |
| 高速道路交通警察隊    | いわき分駐隊 | - 常磐自動車道：茨城県境から常磐富岡ICの区間 - 磐越自動車道：いわきJCTから小野ICの区間 |
| 高速道路交通警察隊    | 南相馬分駐隊 | - 常磐自動車道：宮城県境から常磐富岡ICの区間 - 相馬福島道路：相馬ICから霊山ICの区間 |
| 警備部                | | |
| 公安課                | - 庶務係 - 警備企画係 - 警備資料第一、第二係 - 情報第一の一係〜五係 - 情報第二係 - 情報第三の一係、二係 - 情報第四の一係〜六係 - 情報第五の一係〜三係 - 事件係 - サイバー攻撃対処係     | |
| 外事課                | - 庶務係 - 情報第一の一係〜三係 - 情報第二係 - 情報第三の一係〜五係 - 事件第一〜第三係                                                                                                  | |
| 警備課                | - 庶務係 - 企画運用係 - 警備実施第一、第二係 | |
| 警備課                | 警衛警護室 | |
| 警備課                | 福島県警察航空隊 | - 飛行係 - 整備係 |
| 災害対策課            | - 庶務係 - 災害総務係 - 復興対策係 - 原子力災害対策係 - 災害対策第一、第二係 | |
| 災害対策課            | 警備隊 | - 管理係 - 警備第一〜第四係 |
| 災害対策課            | 特別警ら隊（ウルトラ警察隊） | - 管理係 - 特別警ら第一〜第三係 |
| 機動隊                | - 庶務係 - 管理第一、二係 - 装備車両係 - 教養訓練係 | |
| 福島県警察学校        | | |
| - 初任科 - 初任補修科 | - 庶務係 - 管理係 - 教務第一〜第六係 - 指導第一〜第四係 - 術科第一、第二係 | |

## 部隊
| 所属               | 名称                         | 名称                       | 名称                                                                     | 活動区域 |
| ------------------ | ---------------------------- | -------------------------- | ------------------------------------------------------------------------ | --- |
| 少年女性安全対策課 | 県北少年サポートセンター     | 県北少年サポートセンター   | 県北少年サポートセンター                                                 | 福島、福島北、伊達及び二本松の各署の管轄区域 |
| 少年女性安全対策課 | 県南少年サポートセンター     | 県南少年サポートセンター   | 県南少年サポートセンター                                                 | 郡山、郡山北、須賀川、白河、石川、棚倉及び田村の各署の管轄区域 |
| 少年女性安全対策課 | 会津少年サポートセンター     | 会津少年サポートセンター   | 会津少年サポートセンター                                                 | 会津若松、猪苗代、喜多方、会津坂下及び南会津の各署の管轄区域 |
| 少年女性安全対策課 | 浜通り少年サポートセンター   | 浜通り少年サポートセンター | 浜通り少年サポートセンター                                               | いわき中央、いわき東、いわき南、南相馬、双葉及び相馬の各署の管轄区域 |
| 少年女性安全対策課 |                              | 相双相談室                 | 相双相談室                                                               | 上記の活動区域のうち、南相馬、双葉及び相馬の各署の管轄区域に限る。 |
| 地域企画課         | 水上警察隊                   | 猪苗代分駐隊               | 猪苗代分駐隊                                                             | 猪苗代湖水域 |
| 地域企画課         | 水上警察隊                   | いわき分駐隊               | いわき分駐隊                                                             | 福島県沿海区域 |
| 地域企画課         | 鉄道警察隊                   | 福島分駐隊                 | 福島分駐隊                                                               | - 新幹線及び東北本線 福島、宮城両県の県境から二本松、郡山北両署の署境までの区間 - 奥羽本線 福島、山形県境から福島駅までの区間 - 福島交通飯坂線 全線 - 阿武隈急行線 福島、宮城県境から福島駅までの区間 |
| 地域企画課         | 鉄道警察隊                   | 郡山分駐隊                 | 郡山分駐隊                                                               | - 新幹線及び東北本線 二本松、郡山北署境から福島、栃木県境までの区間 - 磐越西線 郡山駅から福島、新潟県境までの区間 - 磐越東線 郡山駅から田村、いわき中央署境までの区間 - 水郡線 郡山駅から福島、茨城県境までの区間 - 只見線 会津若松駅から福島、新潟県境までの区間 - 会津鉄道会津線及び野岩鉄道会津鬼怒川線 会津若松駅から福島、栃木県境までの区間         |
| 地域企画課         | 鉄道警察隊                   |                            | 白河分遣所                                                               | 郡山分駐隊の活動区域のうち新幹線、東北本線に限る |
| 地域企画課         | 鉄道警察隊                   | 会津若松分遣所             | 郡山分駐隊の活動区域のうち磐越西線、只見線、会津線及び会津鬼怒川線に限る | |
| 地域企画課         | 鉄道警察隊                   | いわき分駐隊               | いわき分駐隊                                                             | - 常磐線 福島、宮城県境から福島、茨城県境までの区間 - 磐越東線 いわき駅から田村、いわき中央署境までの区間 |
| 地域企画課         | 鉄道警察隊                   |                            | 南相馬分遣所                                                             | いわき分駐隊の活動区域のうち常磐線に限る。 |
| 捜査支援分析課     | 機動捜査隊                   | 県北分駐隊                 | 県北分駐隊                                                               | 福島、福島北、伊達及び二本松の各署の管轄区域 |
| 捜査支援分析課     | 機動捜査隊                   | 県南分駐隊                 | 県南分駐隊                                                               | 郡山、郡山北、須賀川、白河、石川、棚倉及び田村の各署の管轄区域 |
| 捜査支援分析課     | 機動捜査隊                   | 会津分駐隊                 | 会津分駐隊                                                               | 会津若松、猪苗代、喜多方、会津坂下及び南会津の各署の管轄区域 |
| 捜査支援分析課     | 機動捜査隊                   | いわき分駐隊               | いわき分駐隊                                                             | いわき中央、いわき東及びいわき南の各署の管轄区域 |
| 捜査支援分析課     | 機動捜査隊                   | 相双分駐隊                 | 相双分駐隊                                                               | 南相馬、双葉及び相馬の各署の管轄区域 |
| 鑑識課             | 機動鑑識隊                   | 県北分駐隊                 | 県北分駐隊                                                               | 福島、福島北、伊達、二本松及び相馬の各署の管轄区域 |
| 鑑識課             | 機動鑑識隊                   | 県南分駐隊                 | 県南分駐隊                                                               | 郡山、郡山北、須賀川、白河、石川、棚倉及び田村の各署の管轄区域 |
| 鑑識課             | 機動鑑識隊                   | 会津分駐隊                 | 会津分駐隊                                                               | 会津若松、猪苗代、喜多方、会津坂下及び南会津の各署の管轄区域 |
| 鑑識課             | 機動鑑識隊                   | 浜通分駐隊                 | 浜通分駐隊                                                               | いわき中央、いわき東、いわき南、南相馬及び双葉の各署の管轄区域 |
| 交通部             | 交通機動隊                   | 福島分駐隊                 | 福島分駐隊                                                               | 福島、福島北、伊達及び二本松の各署の管轄区域 |
| 交通部             | 交通機動隊                   | 郡山分駐隊                 | 郡山分駐隊                                                               | 郡山、郡山北、須賀川及び田村の各署の管轄区域 |
| 交通部             | 交通機動隊                   | 白河分駐隊                 | 白河分駐隊                                                               | 白河、石川及び棚倉の各署の管轄区域 |
| 交通部             | 交通機動隊                   | 会津若松分駐隊             | 会津若松分駐隊                                                           | 会津若松、猪苗代、喜多方、会津坂下及び南会津の各署の管轄区域 |
| 交通部             | 交通機動隊                   | いわき分駐隊               | いわき分駐隊                                                             | いわき中央、いわき東及びいわき南の各署の管轄区域 双葉署の管轄区域のうち双葉郡広野町、葉町、富岡町、川内村、大熊町 |
| 交通部             | 交通機動隊                   | 南相馬分駐隊               | 南相馬分駐隊                                                             | 南相馬及び相馬の各署の管轄区域 双葉署の管轄区域のうち双葉郡双葉町、浪江町、葛尾村 |
| 交通部             | 高速道路交通警察隊           | 福島分駐隊                 | 福島分駐隊                                                               | - 東北縦貫自動車道 福島、宮城県境から本宮ICまでの区間 （本線車道から一般道路までの連結道路及び連結道路に付属する道路を含む。） 福島JCTから福島JCT料金所までの区間 桑折JCTから桑折JCT料金所までの区間 - 東北中央自動車道相馬尾花沢線 福島JCT料金所に接する地点から福島、山形県境までの区間 - 国道115号相馬福島道路 桑折JCTに接する地点から霊山ICまでの区間 |
| 交通部             | 高速道路交通警察隊           | 郡山分駐隊                 | 郡山分駐隊                                                               | - 東北縦貫自動車道 本宮ICに接する地点から福島、栃木県境までの区間 - 東北横断自動車道 小野ICから猪苗代磐梯高原ICに接する地点までの区間 - あぶくま高原道路 県道矢吹小野線及び県道小野富岡線に限る |
| 交通部             | 高速道路交通警察隊           | 会津分駐隊                 | 会津分駐隊                                                               | - 東北横断自動車道 猪苗代磐梯高原ICインターチェンジから福島、新潟県境までの区間 |
| 交通部             | 高速道路交通警察隊           | いわき分駐隊               | いわき分駐隊                                                             | - 常磐自動車道 常磐富岡ICから福島、茨城県境までの区間 - 東北横断自動車道 いわきJCTから小野ICに接する地点までの区間 |
| 交通部             | 高速道路交通警察隊           | 南相馬分駐隊               | 南相馬分駐隊                                                             | - 常磐自動車道 福島、宮城県境から常磐富岡ICに接する地点までの区間 - 国道115号相馬福島道路 相馬ICから霊山ICに接する地点までの区間 |
| 警備課             | 航空隊                       | 航空隊                     | 航空隊                                                                   | |
| 災害対策課         | 警備隊                       | 警備隊                     | 警備隊                                                                   | |
| 災害対策課         | 特別警ら隊（ウルトラ警察隊） |                            |                                                                          | |
| 警備部             | 機動隊                       | 機動隊                     | 機動隊                                                                   | |

## データ
- 警察署：22署
- 分庁舎数：7所
- 交番数：50所
- 駐在所数：164所
- 空港警備派出所：1所
- 水上派出所：1所
- 常設検問所：2所
  - 白河検問所 白河署
  - 勿来検問所 いわき南
- 警察官：3441人
- 警察行政職員：498人
- パトカー - 399台
- 白バイ - 69台
- 警備艇 - 2隻

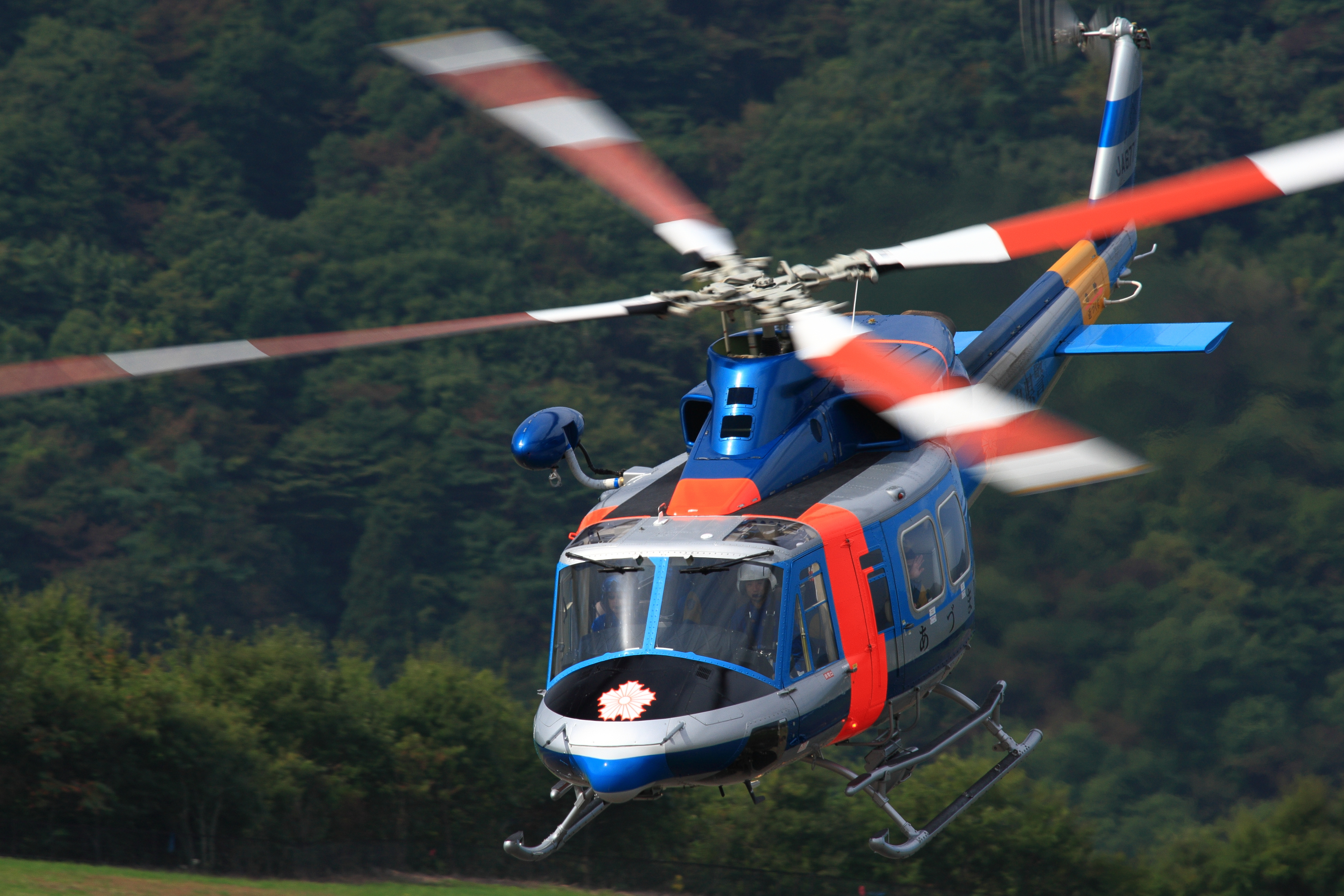
福島県警察航空隊のBell-412EP

  - 福1 おなはま いわき東 17m型 2002/11/29-
  - 福2 きびたき 猪苗代（猪苗代湖） 8m型
- ヘリコプター - 2機
  - 「あづま」JA139F（アグスタウエストランド AW139）
  - 「ばんだい」JA110B（アグスタ A109）

## 警察署
県内の警察署は22。分庁舎は7。※警察車両のナンバー地名表記は会津地方の5署配置車が「会津」、いわき中央・いわき東・いわき南・棚倉・石川・双葉の6署と小野・常磐の2分庁舎配置車が「いわき」、郡山・郡山北の2署と本宮分庁舎配置車が「郡山」、白河署の配置車が「白河」、それ以外の署配置車は「福島」となる。なお、太字で示す警察署の署長階級は警視正。政令指定都市を抱えていない県における大規模署数は全国最多となっている。
| ※      | 地域   | 警察署名称       | 所在地                       | 管轄区域                                                             |
| ------ | ------ | ---------------- | ---------------------------- | -------------------------------------------------------------------- |
| 福島   | 中通り | 福島警察署       | 福島市上町                   | 福島市中部及び南部、伊達郡川俣町                                     |
| 福島   | 中通り | 福島北警察署     | 福島市飯坂町平野字江合       | 福島市北部、伊達郡桑折町、国見町                                     |
| 福島   | 中通り | 伊達警察署       | 伊達市保原町大泉字大地内     | 伊達市                                                               |
| 福島   | 中通り | 二本松警察署     | 二本松市若宮二丁目           | 二本松市                                                             |
| 郡山   | 中通り | 郡山警察署       | 郡山市字城清水               | 郡山市東部及び南部                                                   |
| 郡山   | 中通り | 郡山北警察署     | 郡山市富田東                 | 郡山市北部及び西部                                                   |
| 福島   | 中通り | 郡山北警察署     | 郡山市富田東                 | 本宮市、安達郡大玉村                                                 |
| 福島   | 中通り | 田村警察署       | 三春町大字熊耳字下荒井       | 田村市、田村郡三春町                                                 |
| いわき | 中通り | 田村警察署       | 三春町大字熊耳字下荒井       | 田村郡小野町                                                         |
| 福島   | 中通り | 須賀川警察署     | 須賀川市八幡町               | 須賀川市、岩瀬郡鏡石町、天栄村                                       |
| いわき | 中通り | 石川警察署       | 石川町字長久保               | 石川郡石川町、浅川町、古殿町、玉川村、平田村                         |
| 白河   | 中通り | 白河警察署       | 白河市昭和町                 | 白河市、西白河郡矢吹町、西郷村、中島村、泉崎村                       |
| いわき | 中通り | 棚倉警察署       | 棚倉町大字流字森ノ内         | 東白川郡棚倉町、塙町、矢祭町、鮫川村                                 |
| 福島   | 浜通り | 相馬警察署       | 相馬市中野字寺前             | 相馬市、相馬郡新地町                                                 |
| 福島   | 浜通り | 南相馬警察署     | 南相馬市原町区高見町一丁目   | 南相馬市、相馬郡飯舘村                                               |
| いわき | 浜通り | 双葉警察署       | 富岡町中央二丁目             | 双葉郡富岡町、広野町、楢葉町、川内村、大熊町、双葉町、浪江町、葛尾村 |
| いわき | 浜通り | いわき中央警察署 | いわき市内郷御厩町四丁目     | いわき市北部及び中部                                                 |
| いわき | 浜通り | いわき東警察署   | いわき市小名浜岡小名字御代坂 | いわき市東部                                                         |
| いわき | 浜通り | いわき南警察署   | いわき市植田町南町一丁目     | いわき市南部                                                         |
| 会津   | 会津   | 喜多方警察署     | 喜多方市関柴町上高額字宮越   | 喜多方市、耶麻郡西会津町・北塩原村（大塩・北山の各地域）             |
| 会津   | 会津   | 猪苗代警察署     | 猪苗代町字梨木西             | 耶麻郡猪苗代町、磐梯町、北塩原村（大塩・北山を除く地域）             |
| 会津   | 会津   | 会津若松警察署   | 会津若松市山見町             | 会津若松市、大沼郡会津美里町                                         |
| 会津   | 会津   | 会津坂下警察署   | 会津坂下町字舘ノ下           | 河沼郡会津坂下町・柳津町・湯川村、大沼郡金山町・三島町・昭和村       |
| 会津   | 会津   | 南会津警察署     | 南会津町田島字大坪           | 南会津郡南会津町・只見町・下郷町・檜枝岐村                           |

### 警察署の再編
2010年（平成22年）4月1日、桑折署と福島北署、川俣署と福島署、本宮署と郡山北署、小野署と三春署、会津美里署と会津若松署、浪江署と富岡署をそれぞれ統合し、桑折、川俣、本宮、小野、会津美里、浪江各署は分庁舎になった。
同時に三春署が田村警察署、富岡署が双葉警察署と改称している。また、いわき中央署管内の常磐地区幹部交番が常磐分庁舎となった。

## マスコットキャラクター
マスコットキャラクターとして県の民芸品の起き上がり小法師をモチーフとした「福ぼうしくん」「福ぼうしさん」の2体が県警発足50年を機に2004年9月7日より使用、「福」は福島県と幸福からでそれを脅かす事件事故を「防止」する意味が込められている。

## 警察歌
- 「福島県警察歌」[4]
  - 作詞・作曲：明本京静

国警福島県本部時代の1950年（昭和25年）に作成され、11月17日に福島市公会堂で発表演奏が行われた。

## 主な事件
- 1967年（昭和42年）10月27日 - 日産サニー事件
- 1989年（平成元年）7月20日 - 警察庁広域重要指定118号事件
- 1990年（平成2年）5月2日 - 福島女性飲食店経営者殺害事件
- 1995年（平成2年）発覚 - 福島悪魔払い殺人事件
- 2003年（平成15年）11月24日 - いわき2人射殺事件
- 2007年（平成19年）5月15日 - 会津若松母親殺害事件
- 2012年（平成24年）7月26日 - 会津美里町夫婦殺害事件
- 2017年（平成29年）発覚 - 下郷町連続殺人・死体遺棄事件
- 2020年（令和2年）5月31日 三春町ひき逃げ殺人事件

### 未解決事件
| 事件名                        | 発生          | 概要 | 捜査 |
| ----------------------------- | ------------- | --- | ---- |
| 庭坂事件                      | 1948年4月27日 | | 時効 |
| 松川事件                      | 1949年8月17日 | | 時効 |
| 黒羽・ウドヴィン事件          | 1965年6月13日 | |      |
| 南相馬市高3女子失踪・変死事件 | 2011年2月19日 | 南相馬市に住む農業高校3年の女子（18）が「男友達に会いに行く」と外出し、行方不明になる。交際していた20代男性は警察から任意で聴取を受けていたが、25日に同市で首吊り自殺した。23日の夜には付近の海岸で焼けた男性の車が見つかっている。その後5月になって、4月18日に同市の震災瓦礫下から見つかっていた遺体が女子高生のものであることが判明。県警は「事件性をうかがわせる痕跡が無かった」として司法解剖せずに火葬していたため、死亡の経緯は不明のままとなった。 |      |

## 不祥事
- 2002年6月 - 刑事部銃器薬物対策課長が、棚倉警察署長在任中の99年6月、知人男性の酒気帯び運転について、部下に指示し、もみ消していた事が匿名の電話の指摘により発覚し、課長と当時の同署幹部ら計3人が犯人隠避容疑で福島地方検察庁に書類送検された。
- 2004年2月 - 婚礼衣装で婚約者と一緒に自らの結婚式に乗用車で向かっていた男性が、郡山市富久山町の国道4号で盗難車の疑いで事情聴取され、結婚式の予定時間に遅れた。郡山警察署が盗難車のナンバーを誤って登録したことが原因で、同署が電話でミスを認め、直接、謝罪に訪れることを申し出たが、男性は「そこまでは」と寛大にも断った。しかし男性は「パトカーや白バイに囲まれ驚いた。このようなミスは2度とないようにしてほしい」とも話した。
- 2004年10月 郡山警察署が無実の男性を窃盗容疑で誤認逮捕した。別件で逮捕された男が男性が逮捕された事件についても自供、同署は男性を釈放したが、男性を15日間に亘り身柄を拘束していた。
- 2005年2月 - 福島県立大野病院に勤務していた産婦人科医が、帝王切開中の大量出血で患者が死亡した件において業務上過失致死罪、および異状死の届出義務違反（医師法違反）で逮捕されたが、直後からこの逮捕についての意見や抗議が多数寄せられている。
- 2005年11月 - 須賀川警察署の巡査部長が2003年から2005年8月までに、供述調書の内容を自分の手で偽装し、7件の事件で14通の偽の書類を作成していた。さらに万引や自転車盗の被害届など18件の事件の記録66通を自分の家に持っていき放置していた。県警は、有印公文書偽造、虚偽有印公文書作成、同行使、公用文書毀棄の疑いで書類送検し、懲戒免職とした。監督責任のあった上司たち11人も本部長訓戒とした。
- 2007年1月 - 高速道路交通警察隊福島分駐隊の巡査部長がタクシー運転手と口論になり暴行し、入院させるほどの怪我を負わせたが、福島警察署は「証拠隠滅の恐れがない」とし逮捕を見送った（同年2月8日に宮城で同等の事件があったが警官は逮捕された）。後にこの巡査部長は依願退職。
- 2007年2月 - 郡山警察署はビルに落書きしたとして男性を誤認逮捕。蓮沼真一・副署長（当時）が謝罪した。
- 2007年3月 - 福島地方裁判所郡山支部で覚せい剤取締法違反（使用）の罪で問われている男性の判決公判があり、覚醒剤反応が出たにもかかわらず、郡山警察署が強制的に採尿させたと判決が下され、男は無罪となった。
- 2007年9月 - 桑折警察署1階の会議室で、地域交通課の警部補が誤って拳銃を1発、発射した。警部補は会議室で、後輩の巡査長に拳銃から1発弾を抜き忘れて、自動式拳銃の使用法を指導していたと供述している。
- 2008年6月 - 女子中学生を買春したとして児童買春、児童ポルノに係る行為等の規制及び処罰並びに児童の保護等に関する法律違反の疑いで、喜多方警察署警務課の巡査長を逮捕した。
- 2008年8月 - 地域安全課特別機動パトロール隊郡山分駐隊員の巡査が、県警独身寮「郡山若竹寮」の寮費、約61万円を着服した疑いで、業務上横領で書類送検の上、懲戒免職処分となった。約1年半にわたって着服を繰り返し、発覚時の欠損金は約284万円に上った。巡査は「パチンコや借金返済などに使った」と供述した。また事件当時に寮を管理していた前郡山北警察署長が注意処分、上司2人が注意処分となった
- 2008年10月 - 福島警察署刑事第一課の男性巡査が、傷害事件の捜査情報を、捜査対象者の知人の男性に漏らし、地方公務員法（守秘義務）違反容疑で福島地検に書類送検され、戒告の懲戒処分となった。
- 2008年12月 - いわき中央警察署長が女性署員にセクハラをしたとして減給1か月の処分を受けた後依願退職した。交通部運転免許課の男性主査が、南会津警察署に勤務していた3月下旬に申請書類を放置し、発覚を免れるためシュレッダーで破砕していたことが発覚し、主査は戒告の懲戒処分、当時の上司の会津若松警察署警部補を訓戒、南会津警察署警部を注意処分となった。さらに主査は公用文書等毀棄の疑いで福島地検会津若松支部に書類送検された。
- 2009年7月 - 会津若松市内の国道の交差点に設置された2つの信号が、30年近くに亘り、2方向で同時に「青」の表示がされていたことが判明。同年6月に当該の交差点で交通事故が発生したことで発覚したもので、県警のプログラムミスによるものとされる。
- 2009年9月 - いわき中央警察署の署員が、いわき市平の上荒川公園内に市が独自に設置した道路標識を、公安委員会の決定を受けた正式なものと誤解し、前年10月に誤って一時不停止の違反切符を交付していたことが発覚し、違反切符を交付した男性に謝罪し、反則切符を回収した。
- 2010年1月 - 警務部監察課は、2009年4月に浪江警察署で発生した猟銃検査の暴発事故で、この事故を隠し捜査も行われなかったとして、犯人隠匿容疑で、50代の警部補を停職3か月、また署員9人を本部長訓戒などの処分を実施した[8]。
- 2011年3月11日 - 東北地方太平洋沖地震（東日本大震災）で県警庁舎が崩壊の恐れがあるため、本部機能を福島警察署に移した。
- 2012年7月 - 夫からドメスティックバイオレンスを受けていた東日本在住の女性が、福島県内の警察署（署の名前は非公表）に告訴状を提出しようとしたが、応対した担当課長が、「事件化は困難」などとの理由で告訴状を突き返すなどしたばかりか、女性についての情報を夫に漏らしていたことが判明した[9]。女性側は警察庁に対し、適切な対応を行うよう申し入れを行った[10]。
- 2012年12月 - 高速道路交通警察隊の38歳の男性巡査部長が、2012年7月から8月にかけて福島・仙台両市の映画館で、上映されていたアニメ映画を盗撮したとして、映画の盗撮の防止に関する法律および著作権法違反容疑で福島地方検察庁に書類送検され、12月12日に減給10分の1（1ヵ月）の処分となった[11]。県内で発生した2件の未解決の殺人事件について、証拠物件168点（38品目）を紛失していたことが明らかになった[12]。
- 2013年5月 - いわき中央警察署の当時26歳の男性巡査長が、同月17日未明に当直勤務中に、拳銃を所持したまま所在不明となった。その後この巡査長は、翌18日朝にいわき市内で拳銃自殺しているのが発見された[13]。
- 2014年5月 - 刑事部捜査第二課課長補佐の警部と同課指導官の警視が相次いで自殺していたことが発覚。課長補佐は振り込み詐欺事件の捜査責任者で、4月はほとんど休日がなく疲労していた様子だったという。一方、警視はそのことを苦にして自殺したとみられている[14]。その後、県警が調査したところ、当時の捜査2課長である45歳の男性警視が、自殺した警部を含む3人の警部に対し、2013年5月頃から2014年4月頃にかけて「小学生みたいな文章を作るな」、「あんたは係長以下だ」などの暴言を浴びせるなどのパワーハラスメント行為を行っていたことが明らかとなった。また、指導官の自殺については、警部の自殺に責任を感じてのものと結論付けられた。県警は2014年6月26日付で、当該の捜査2課長を戒告処分とした上、27日付で県警警務部付に更迭[15]。
- 2015年7月 - 機動捜査隊県南分駐隊の男性巡査長が、郡山市のリサイクルショップのトイレに拳銃を置き忘れた。巡査長は戒告の懲戒処分を受けた[16]。
- 2016年12月 - 福島警察署交通第一課長を酒気帯びで逮捕[17]。
- 2017年6月 - 双葉警察署の36歳の男性警部補が、県警災害対策課に勤務していた2015年から2016年にかけ、部下の頭にあんかけを振りかけたり、バリカンで丸刈りにしたりするなどのパワーハラスメントを行った。県警は2017年6月23日付でこの警部補を停職3ヵ月の処分とした[18]。
- 2020年2月 - 移植のための臓器を運んでいた福島県警察航空隊のヘリコプターが不時着し横転、大破した[19]。県警は操縦士の警察官を業務上過失傷害容疑で書類送検したが、2024年12月3日、福島地検は「証拠から過失を認定することは困難と判断した」として嫌疑不十分で不起訴処分とした[20]。
- 2020年6月26日 - 3月15日、会津若松市が道路沿いに設置した観光案内用の看板が倒れているとの通報があり、駆け付けた会津若松警察署の巡査長らが現場で、看板にぶつかったとみられる車のバンパーの一部を証拠品として採取。署に持ち帰ったが、交通部門の係長の男性警部補（53歳）が証拠品を捨てるように指示し、巡査長が署のごみ箱に捨てたという。6月17日に同市担当者から問い合わせがあり、廃棄が発覚した。県警は26日、2人を証拠隠滅容疑で書類送検、男性警部補を戒告の懲戒処分、巡査長を本部長注意の懲戒処分とした。男性警部補は「捜査するのが面倒くさかった」と話した[21][22]。
- 2020年7月7日 - 県警は須賀川警察署が未成年わいせつ事件の被害者の氏名などが書かれた文書を民間企業1社に誤ってファクスで送信していたと発表。誤送信先から連絡があり、文書は回収したという。少年課によると、文書は青少年健全育成条例違反事件の日時や場所、被害者の氏名や生年月日などが記載されていた。福島地検に送信しようとしてファクス番号を手動で入力したが、押し間違えたという。2人の巡査長が確認作業をしていたが、ミスを防げず、情報漏洩につながってしまった[23]。
- 2022年12月 - 福島第一原子力発電所事故の帰還困難区域などをパトロール中、空き家に侵入して女性用下着などを盗んだとして、県警災害対策課特別警ら隊の男性巡査部長を窃盗容疑などで書類送検し、懲戒免職処分とした。下着など計約1000点を盗んだと説明しているという[24]。2023年3月31日、福島地方検察庁は元男性巡査部長を窃盗などの罪で在宅起訴した[25]。同年5月30日、福島地方裁判所は元巡査部長に懲役2年、執行猶予3年の判決を言い渡した[26]。
- 2024年7月 - 交通事故でけが人がいることを把握しながら、けがはなかったとする虚偽の捜査書類を作成、行使したとして、高速隊の男性巡査長を虚偽有印公文書作成・同行使の疑いで書類送検し、停職3カ月の懲戒処分にしたと発表した。2020年1月2日に田村市で発生した乗用車同士の追突事故の捜査を担当した際、追突された車両の同乗者が負傷していたことを把握したが、けががなかったとする虚偽の捜査書類を作成、行使した疑い。男性巡査長は「早期に送致したかった。被害者の方に大変申し訳ないことをした」と話しているという。追突した運転手への刑事処分を知った被害者側から3月に再捜査を求める申し立てがあり、発覚した[27]。